# Мира (звезда)
Ми́ра (ο Cet, Омикрон Кита) — двойная звезда в созвездии Кита, состоящая из красного гиганта Мира А и белого карлика Мира B. Расстояние до Миры — 299 световых лет. Компоненты находятся на расстоянии 70 а. е., орбитальный период около 400 лет.

## Характеристики
Мира А — пульсирующая переменная звезда, давшая название классу звёзд — мириды. Она имеет период 332 дня. В максимуме блеска она довольно заметна — видимая звёздная величина в среднем 3,5, в некоторых циклах достигает 2,0. В минимуме её светимость падает в сотни раз, и она становится невидимой невооружённым глазом (m = 8,6 … 10,1). В инфракрасном диапазоне колебания блеска Миры гораздо меньше, и составляют около 2 звёздных величин.
Мира B окружена горячим аккреционным диском вещества, истекающего с гиганта. Она также является переменной из-за неравномерности поступления вещества — видимая величина изменяется от 9,5m до 12m.
Большинство звёзд Млечного Пути медленно вращается вокруг центра галактики, двигаясь приблизительно с той же скоростью и в том же направлении, что и межзвездный газ, однако Мира выбивается из общего ряда. Эта звезда продирается сквозь галактическое облако газа со скоростью в 130 км/c. В результате выбрасываемая ею материя попросту сдувается назад, образуя уникальную хвостовую формацию. На фотографиях телескопа GALEX отчётливо видно исполинское вздутие, расположенное перед звездой — это область головного скачка уплотнения (см. Ударная волна). Нечто подобное образуется перед носом лодки, рассекающей воду на большой скорости, или перед пулей, несущейся со сверхзвуковой скоростью. Здесь происходит лобовое столкновение выбрасываемой звездой материи с частицами межзвёздного газа. В результате она разогревается и устремляется в направлении хвоста. Основную часть этой материи составляют атомы водорода. Они постепенно теряют приобретённую энергию, высвобождая её в виде ультрафиолетовых лучей — их-то и зафиксировал телескоп GALEX.

## История наблюдений
Доказательства того, что изменчивость Миры была известна в древнем Китае, Вавилоне или Греции, в лучшем случае только косвенные. Что является бесспорным, так это то, что переменность Миры была зарегистрирована астрономом Давидом Фабрициусом начиная с 3 августа 1596 года. Наблюдая за тем, что он считал планетой Меркурий (позже идентифицированной как Юпитер), он нуждался в эталонной звезде для сравнения положений и выбрал ранее не замеченную звезду третьей величины поблизости. К 21 августа, однако, она стала ярче на одну величину, а к октябрю исчезла из поля зрения. Фабрициус предположил, что это была новая звезда, но затем снова увидел её 16 февраля 1609 года. В 1603 году Байер внес эту звезду в свой атлас звездного неба и обозначил ο Ceti.
В 1638 году Йоханнес Холварда определил период повторного появления звезды — одиннадцать месяцев; ему часто приписывают открытие изменчивости Миры. Ян Гевелий систематически наблюдал звезду с 1659 по 1682 год и дал ей имя лат. Mira («удивительная»), потому что она действовала как ни одна другая известная звезда. Затем Исмаил Буйо оценил её период в 333 дня, что отличается на один день от современного значения в 332 дня. Измерение Буйо, возможно, не было ошибочным: известно, что Мира немного меняется в течение периода и даже может медленно меняться с течением времени. По некоторым оценкам, возраст этой звезды — красного гиганта — шесть миллиардов лет.
Существует много предположений относительно того, наблюдалась ли Мира до Фабрициуса. История Алголя (чья переменная природа была точно установлена только в 1667 году, но легенды, восходящие к Античности, показывают, что она вызывала у людей подозрения на протяжении тысячелетий) предполагает, что Мира тоже могла быть известна. Карл Манитий, современный переводчик комментария Гиппарха к Арату, предположил, что некоторые строки из этого текста второго века могут быть о Мире. Другие каталоги эпохи до телескопов — Птолемея, ас-Суфи, Улугбека и Тихо Браге — не включали никаких упоминаний о ней даже в качестве обычной звезды. Есть три наблюдения из китайских и корейских архивов, в 134 году до н. э., 1070 и 1596 годах, которые наводят на размышления.
В 2007 году астрономы обнаружили у звезды исполинский хвост из пыли и газа. Открытие было совершено с помощью ультрафиолетового орбитального телескопа GALEX, выведенного NASA на орбиту в 2003 году. Астрономы были изрядно удивлены: дело в том, что Мира исследуется вот уже на протяжении 400 лет, и до сих пор никто не замечал в ней никаких особенных странностей. Впрочем, объясняется это довольно просто: никто не наблюдал её в ультрафиолете. Обнаруженный хвост простирается в пространстве на целых 13 световых лет (для сравнения, дистанция до ближайшей к Солнцу звезды — Проксимы Центавра — составляет всего 4 световых года). Согласно расчетам, материя, находящаяся в конце хвоста, была сброшена звездой примерно 30 тыс. лет назад. Звезда теряет массу, эквивалентную массе Земли, каждые 10 лет. Это значит, что материи, сброшенной ею за последние 30 тыс. лет, достаточно для образования 3 тыс. планет размером с Землю или 9 планет размером с Юпитер.